# Xyletininae

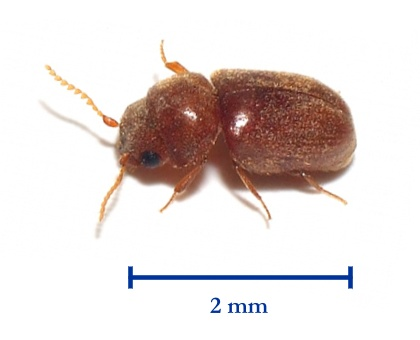
Lasioderma

Xyletininae es una subfamilia de escarabajos polífagos de la familia Ptinidae.

## Tribus
- Lasiodermini
- Xyletinini

## Géneros
| - Deroptilinus - Euvrilletta - Lasioderma - Leanobium - Megorama | - Metholcus - Neoxyletobius - Paraxyletinus - Pronus - Pseudolasioderma - Pseudopronus | - Pseudoptilinus - Trachelobrachys - Vrilletta - Xyletinus - Xyletobius - Xyletomerus |